# Trương Nhung
Trương Nhung (giản thể: 张戎; phồn thể: 張戎; bính âm: Zhāng Róng; Wade–Giles: Chang Jung, phát âm Quan thoại: [tʂɑ́ŋ ɻʊ̌ŋ], tiếng Anh: Jung Chang, sinh 25 tháng 3 năm 1952) là một nhà văn quốc tịch Anh sinh tại Trung Quốc và hiện đang sống ở Luân Đôn. Bà nổi tiếng với tự truyện viết về gia đình mình Wild Swans đã bán trên 10 triệu bản khắp thế giới nhưng bị cấm tại Cộng hòa Nhân dân Trung Quốc.
Cuốn tiểu sử Mao Trạch Đông dày 832 trang, Mao: The Unknown Story, của bà viết cùng chồng là sử gia Anh Jon Halliday đã được xuất bản tháng 6 năm 2005.

## Cuộc sống ở Trung Quốc
Trương Nhung sinh ra tại Nghi Tân, Tứ Xuyên ngày 25 tháng 3 năm 1952. Cha mẹ bà là viên chức Đảng Cộng sản Trung Quốc và cha của bà là người đam mê văn chương. Từ khi còn nhỏ bà đã có tình yêu với việc đọc và viết, sáng tác thơ văn.
Là cán bộ Đảng, gia đình bà có cuộc sống tương đối tốt. Cha mẹ bà lao động cần cù và cha bà là một tuyên truyền viên có uy tín tại địa phương. Ông là "cán bộ cấp 10", có nghĩa rằng ông là một trong 20.000 cán bộ quan trọng bậc nhất của Trung Quốc. Đảng Cộng sản cấp cho gia đình bà một chỗ ở trong khu nhà có tường bao và được canh gác, một người giúp việc, một tài xế, cùng với một vú nuôi cho năm anh chị em của bà. Những đặc quyền này là phi thường tại Trung Quốc những năm 1950 còn rất nghèo khó.